# KIS-MY-WORLD
『KIS-MY-WORLD』（キスマイワールド）は、2015年7月1日にavex traxから発売されたKis-My-Ft2の4作目のスタジオ・アルバム。

## パッケージ仕様
初回限定盤A、初回限定盤B、通常盤、キスマイショップ盤、セブン&アイ盤の5形態で発売された。
初回限定盤AにはDVD/Blu-ray「2014Concert Tour『Kis-My-Journey』」のライブ音源を収録した自身初のライブ・アルバムを封入。
初回限定盤Bにはアルバム未収録の人気曲をリミックスした音源が初収録された。B盤のリミックスには豪華クリエイター陣が参加し、音楽ファンの間で話題となった。

## キャンペーン
6月23日〜29日まで、本作のリリースを記念したラッピングビル「KIS-MY-GALLERY」が東京表参道に出現した。ビル1階のギャラリースペースではアルバムパッケージや特典の展示・特別映像を公開、2階ではアルバムの予約を受け付けた。オープン初日はKis-My-Ft2がサプライズ訪問、1階の壁面に直筆メッセージを残した。

## チャート成績
本作は初週30.0万枚を売上、2015年7月13日付のオリコン週間アルバムランキングで1位を獲得。自己最高のアルバム売上で、デビューから5作連続アルバム首位。
本作を引っ提げたドームツアー『2015 CONCERT TOUR 『KIS-MY-WORLD』』が8月29日から9月20日まで開催された。

## 収録曲

### CD
※は通常盤のみ収録。シングル・カップリング曲の詳細はそのページを参照。
1. "4th" Overture（inst.） [1:43]
作曲・編曲：渡辺徹
2. Brand New World [4:09]
作詞：KOMU、作曲：Stephan Elfgren・Carlos Okabe、編曲：CHOKKAKU
  - 本作のリードトラック
3. Kiss魂 [4:04]
  - 13thシングル
4. Another Future [3:55]
  - 11thシングル
5. FOLLOW [3:30]
作詞：Ryohei Yamamoto、作曲：SETEVEN LEE・Drew Ryan Scott、編曲：CHOKKAKU
6. 君にあえるから [4:51]
  - 12thシングルカップリング
7. if [4:52]
作詞・作曲：竹内雄彦、編曲：千葉純治
8. わんダフォー [3:24] - 横尾渉・藤ヶ谷太輔
作詞：ケリー、作曲：大竹創作、編曲：井上慎二郎
レコーディングのコーラスには現在ジャニーズJr.少年忍者として活躍する小田将聖が参加している
9. BE LOVE [4:00] - 玉森裕太・宮田俊哉
作詞：miyakei、作曲：youwhich・L-m-T、編曲：CHOKKAKU
21stシングル「LOVE」通常盤カップリング「星に願いを」、9thアルバム「To-y2」通常盤収録曲「運命」はこの曲の続編であり、まとめて「BE LOVE」3部作と呼ばれる[8]。第1部である本楽曲のテーマは「結婚」[8]。2020年10月16日より、dTV「キスマイどきどきーん!」のドラマ企画として、この3曲を原案としたオリジナルドラマが4週にわたり配信された[9]。
10. Double Up [4:11] - 二階堂高嗣・千賀健永
作詞：Komei Kobayashi、作曲：Kei Kwangwook Lim・Ryan Kim・CR・Chase、編曲：Kei Kwangwook Lim、Ryan Kim
11. 証 [5:00] - 北山宏光・藤ヶ谷太輔
作詞・作曲：江畑兵衛(TRIPLANE)、編曲：井上慎二郎
12. Shake Body!! [3:20]
  - 13thシングルカップリング
13. Perfect World [4:19]
  - 11thシングルカップリング
14. Thank youじゃん! [4:46]
  - 12thシングル
15. KISS & PEACE [4:39]
作詞：小薬元・SOU (COZMIC CODE)、作曲：KASUMI・SOU (COZMIC CODE)、編曲：KASUMI
16. ドキドキでYEEEAAAHHH!!※ [4:05]
作詞・作曲：イワツボコーダイ・SIXMAN、編曲：イワツボコーダイ
17. Halley※ [4:05]
作詞：SHIKATA、作曲：SHIKATA・KAY、編曲：KAY
  - フジテレビ系『もしもツアーズ』エンディングテーマ

### 特典CD

#### 初回生産限定盤A「2014Concert Tour『Kis-My-Journey』LIVE CD」
1. "3rd" Overture
  - 3rdアルバム『Kis-My-Journey』収録曲
2. Everybody Go
  - 1stシングル
3. WANNA BEEEE!!!
  - 4thシングル「WANNA BEEEE!!!/Shake It Up」の1曲目
4. SHE! HER! HER!
  - 3rdシングル
5. Seven Journey
  - 3rdアルバムリードトラック
6. Luv Sick
  - 9thシングル「SNOW DOMEの約束/Luv Sick」の2曲目
7. ダイスキデス
  - 3rdアルバム収録曲
8. キ・ス・ウ・マ・イ ～KISS YOUR MIND～
  - 7thシングル「キ・ス・ウ・マ・イ ～KISS YOUR MIND～/S.O.S (Smile On Smile)」の1曲目
9. FIRE!!! - 北山宏光・藤ヶ谷太輔
  - 3rdアルバム収録曲
10. 運命Girl
  - 6thシングル「My Resistance -タシカナモノ-/運命Girl」の2曲目
11. My Resistance -タシカナモノ-
  - 6thシングルの1曲目
12. SNOW DOMEの約束
  - 9thシングルの1曲目
13. アイノビート
  - 5thシングル
14. Shake It Up
  - 4thシングルの2曲目
15. Kis-My-Calling!
  - ベストアルバム『HIT! HIT! HIT!』通常盤Bボーナストラック
16. FIRE BEAT
  - 配信限定シングル
  - 1stアルバム『Kis-My-1st』初回生産限定盤B特典CD『Kis-My-Zero』収録
17. Take Over
  - 1stアルバム収録曲
18. 光のシグナル
  - 10thシングル
19. 僕らの約束
  - 3rdアルバム収録曲
20. We never give up!
  - 2ndシングル
21. キミとのキセキ
  - 8thシングル
22. 棚からぼたもち - 舞祭組
  - 1stシングル（舞祭組）
23. Good-bye, Thank you
  - 1stアルバム初回生産限定盤B特典CD収録曲

#### 初回生産限定盤B「Remix CD」
1. Everybody Go -Remix by ☆Taku Takahashi-
2. SHE! HER! HER! -Remix by 和楽器バンド-
3. Take Over -Remix by DJ WATARAI-
4. Tell me why -Remix by TeddyLoid-
  - 1stアルバム通常盤ボーナス・トラック
5. 運命Girl -Remix by banvox-
6. Black & White -Remix by DJ HASEBE-
  - 2ndアルバム『Goodいくぜ!』収録曲
7. ETERNAL MIND -Remix by DJ'TEKINA//SOMETHING-
  - DVD『YOSHIO -new member-』初回生産限定盤特典CD収録曲
8. キミとのキセキ -Remix by FPM-
9. タナゴコロ -Remix by Jazzin'park-
  - 8thシングルカップリング
10. ダイスキデス -Remix by DAISHI DANCE-
11. FIRE BEAT -Remix by DJ FUMI★YEAH!-
12. 祈り -Remix by PandaBoY-
  - 配信限定シングル
  - 1stアルバム初回生産限定盤B特典CD収録曲
13. 雨 -Remix by Avec Avec(Sugar's Campaign)-
  - DVD/Blu-ray『Kis-My-Ft2 Kis-My-MiNT Tour at 東京ドーム 2012.4.8』初回生産限定盤特典CD『Kis-My-Zero 2』収録曲

### DVD

#### 初回生産限定盤A
1. Brand New World ＜MUSIC VIDEO＞
2. Brand New World ＜メンバー振り付け講座＞
3. ユニット4組レコーディングドキュメント
4. スペシャル特典映像★キスマイミッション!

#### 初回生産限定盤B
1. Brand New World ＜マルチアングルMUSIC VIDEO＞
2. MUSIC VIDEO & ジャケット撮影メイキング密着ドキュメント
3. 舞祭組 & Kis-My-Ft2リリースイベントダイジェスト
  - イベント内で披露された「サクラヒラリ」も収録されている。
4. リリースイベント大阪＆東京密着メイキングドキュメント
5. スペシャル特典映像 ★ キスマイ緊急サミット
6. スペシャル特典映像 ★ キスマイチャレンジ!

#### キスマイショップ盤
- メンバー別ソロ特典映像DVD

1. レコーディング密着
2. ”素顔”満載の定点カメラ質問コーナー
3. 私服ファッションチェックコーナー
4. 1分間のソロワールド
5. ファンの皆さんへメッセージ
6. スペシャル特典映像で収録しきれなかった貴重なオマケ映像

## 収録作品
| 楽曲タイトル           | 収録                                 | 収録                                                                   |
| ---------------------- | ------------------------------------ | ---------------------------------------------------------------------- |
| "4th" Overture         | CDアルバム                           | 『KIS-MY-WORLD』                                                       |
| Brand New World        | CDアルバム                           | 『KIS-MY-WORLD』                                                       |
| Brand New World        | ミュージック・ビデオ                 | 『KIS-MY-WORLD』〈初回生産限定盤A〉                                    |
| Brand New World        | マルチアングル・ミュージック・ビデオ | 『KIS-MY-WORLD』〈初回生産限定盤B〉                                    |
| Brand New World        | ライブ映像                           | 『2015 CONCERT TOUR 『KIS-MY-WORLD』』                                 |
| Brand New World        | ライブ映像                           | 『LIVE TOUR 2020 To-y2』                                               |
| Brand New World        | CD （スペシャルエディット）          | 『LIVE TOUR 2020 To-y2』〈通常盤DVD〉                                  |
| Brand New World        | ミュージック・ビデオ                 | 『BEST of Kis-My-Ft2』〈初回盤A〉                                      |
| Kiss魂                 | CDシングル                           | 『Kiss魂』                                                             |
| Kiss魂                 | ミュージック・ビデオ                 | 『Kiss魂』〈初回生産限定盤A〉                                          |
| Kiss魂                 | マルチアングル・ミュージック・ビデオ | 『Kiss魂』〈初回生産限定盤B〉                                          |
| Kiss魂                 | CDアルバム                           | 『KIS-MY-WORLD』                                                       |
| Kiss魂                 | ライブ映像                           | 『2015 CONCERT TOUR 『KIS-MY-WORLD』』                                 |
| Kiss魂                 | CDアルバム                           | 『I SCREAM』〈通常盤〉                                                 |
| Kiss魂                 | ライブ映像                           | 『CONCERT TOUR 2016 I SCREAM』                                         |
| Kiss魂                 | ライブ映像                           | 『LIVE TOUR 2018 Yummy!! you&me』                                      |
| Kiss魂                 | CD （スペシャルエディット）          | 『LIVE TOUR 2018 Yummy!! you&me』〈初回盤〉                            |
| Kiss魂                 | ライブ映像                           | 『君を大好きだ』〈EXTRA盤〉 （LIVE TOUR 2018 YOU&ME Extra Yummy!!）    |
| Kiss魂                 | ライブ映像                           | 『LIVE TOUR 2019 FREE HUGS!』                                          |
| Kiss魂                 | CD （スペシャルエディット）          | 『LIVE TOUR 2019 FREE HUGS!』〈通常盤〉                                |
| Kiss魂                 | CDアルバム                           | 『BEST of Kis-My-Ft2』                                                 |
| Kiss魂                 | ミュージック・ビデオ                 | 『BEST of Kis-My-Ft2』〈初回盤A〉                                      |
| Kiss魂                 | ライブ映像                           | 『Two as One』〈ファンクラブ限定盤〉 （Kis-My-Ftに逢えるde Show 2022） |
| Kiss魂                 | ライブ映像                           | 『Kis-My-Ftに逢えるde Show 2022 in DOME』                              |
| Kiss魂                 | ライブ映像                           | 『Kis-My-Ft2 Dome Tour 2024 Synopsis』                                 |
| Another Future         | CDシングル                           | 『Another Future』                                                     |
| Another Future         | ミュージック・ビデオ                 | 『Another Future』〈初回生産限定盤A〉                                  |
| Another Future         | ライブ映像                           | 『2014Concert Tour『Kis-My-Journey』』                                 |
| Another Future         | CDアルバム                           | 『KIS-MY-WORLD』                                                       |
| Another Future         | ライブ映像                           | 『2015 CONCERT TOUR 『KIS-MY-WORLD』』                                 |
| Another Future         | CDアルバム                           | 『I SCREAM』〈通常盤〉                                                 |
| Another Future         | CDアルバム                           | 『BEST of Kis-My-Ft2』                                                 |
| Another Future         | ミュージック・ビデオ                 | 『BEST of Kis-My-Ft2』〈初回盤A〉                                      |
| Another Future         | ライブ映像                           | 『Kis-My-Ftに逢えるde Show 2022 in DOME』                              |
| FOLLOW                 | CDアルバム                           | 『KIS-MY-WORLD』                                                       |
| FOLLOW                 | ライブ映像                           | 『2015 CONCERT TOUR 『KIS-MY-WORLD』』                                 |
| 君にあえるから         | CDシングル                           | 『Thank youじゃん!』                                                   |
| 君にあえるから         | CDアルバム                           | 『KIS-MY-WORLD』                                                       |
| 君にあえるから         | ライブ映像                           | 『2015 CONCERT TOUR 『KIS-MY-WORLD』』                                 |
| if                     | CDアルバム                           | 『KIS-MY-WORLD』                                                       |
| if                     | ライブ映像                           | 『2015 CONCERT TOUR 『KIS-MY-WORLD』』                                 |
| if                     | CDアルバム                           | 『I SCREAM』〈通常盤〉                                                 |
| if                     | CDアルバム                           | 『BEST of Kis-My-Ft2』〈初回盤A〉                                      |
| if                     | ライブ映像                           | 『BEST of Kis-My-Ft2』〈通常盤〉                                       |
| わんダフォー           | CDアルバム                           | 『KIS-MY-WORLD』                                                       |
| わんダフォー           | ライブ映像                           | 『2015 CONCERT TOUR 『KIS-MY-WORLD』』                                 |
| BE LOVE                | CDアルバム                           | 『KIS-MY-WORLD』                                                       |
| BE LOVE                | ライブ映像                           | 『2015 CONCERT TOUR 『KIS-MY-WORLD』』                                 |
| BE LOVE                | ライブ映像                           | 『Kis-My-Ftに逢えるde Show 2022 in DOME』                              |
| Double Up              | CDアルバム                           | 『KIS-MY-WORLD』                                                       |
| Double Up              | ライブ映像                           | 『2015 CONCERT TOUR 『KIS-MY-WORLD』』                                 |
| Double Up              | ライブ映像                           | 『Kis-My-Ftに逢えるde Show 2022 in DOME』                              |
| 証                     | CDアルバム                           | 『KIS-MY-WORLD』                                                       |
| 証                     | ライブ映像                           | 『2015 CONCERT TOUR 『KIS-MY-WORLD』』                                 |
| Shake Body!!           | CDシングル                           | 『Kiss魂』                                                             |
| Shake Body!!           | CDアルバム                           | 『KIS-MY-WORLD』                                                       |
| Shake Body!!           | ライブ映像                           | 『2015 CONCERT TOUR 『KIS-MY-WORLD』』                                 |
| Perfect World          | CDシングル                           | 『Another Future』                                                     |
| Perfect World          | ミュージック・ビデオ                 | 『Another Future』〈初回生産限定盤B〉                                  |
| Perfect World          | CDアルバム                           | 『KIS-MY-WORLD』                                                       |
| Perfect World          | ライブ映像                           | 『2015 CONCERT TOUR 『KIS-MY-WORLD』』〈通常盤〉                       |
| Perfect World          | ミュージック・ビデオ                 | 『BEST of Kis-My-Ft2』〈初回盤A〉                                      |
| Thank youじゃん!       | CDシングル                           | 『Thank youじゃん!』                                                   |
| Thank youじゃん!       | ミュージック・ビデオ                 | 『Thank youじゃん!』〈初回生産限定盤A〉                                |
| Thank youじゃん!       | マルチアングル・ミュージック・ビデオ | 『Thank youじゃん!』〈初回生産限定盤B〉                                |
| Thank youじゃん!       | CDアルバム                           | 『KIS-MY-WORLD』                                                       |
| Thank youじゃん!       | ライブ映像                           | 『2015 CONCERT TOUR 『KIS-MY-WORLD』』                                 |
| Thank youじゃん!       | CDアルバム                           | 『I SCREAM』〈通常盤〉                                                 |
| Thank youじゃん!       | ライブ映像                           | 『CONCERT TOUR 2016 I SCREAM』                                         |
| Thank youじゃん!       | ライブ映像                           | 『LIVE TOUR 2017 MUSIC COLOSSEUM』                                     |
| Thank youじゃん!       | ライブ映像                           | 『LIVE TOUR 2018 Yummy!! you&me』                                      |
| Thank youじゃん!       | CD （スペシャルエディット）          | 『LIVE TOUR 2018 Yummy!! you&me』〈初回盤〉                            |
| Thank youじゃん!       | ライブ映像                           | 『君を大好きだ』〈EXTRA盤〉 （LIVE TOUR 2018 YOU&ME Extra Yummy!!）    |
| Thank youじゃん!       | ライブ映像                           | 『LIVE TOUR 2019 FREE HUGS!』                                          |
| Thank youじゃん!       | CD （スペシャルエディット）          | 『LIVE TOUR 2019 FREE HUGS!』〈通常盤〉                                |
| Thank youじゃん!       | CDアルバム                           | 『BEST of Kis-My-Ft2』                                                 |
| Thank youじゃん!       | ミュージック・ビデオ                 | 『BEST of Kis-My-Ft2』〈初回盤A〉                                      |
| Thank youじゃん!       | ライブ映像                           | 『LIVE TOUR 2021 HOME』                                                |
| Thank youじゃん!       | ライブ映像                           | 『Two as One』〈ファンクラブ限定盤〉 （Kis-My-Ftに逢えるde Show 2022） |
| Thank youじゃん!       | ライブ映像                           | 『Kis-My-Ftに逢えるde Show 2022 in DOME』                              |
| Thank youじゃん!       | ライブ映像                           | 『For dear life』                                                      |
| Thank youじゃん!       | ライブ映像                           | 『Kis-My-Ft2 Dome Tour 2024 Synopsis』                                 |
| KISS & PEACE           | CDアルバム                           | 『KIS-MY-WORLD』                                                       |
| KISS & PEACE           | ライブ映像                           | 『2015 CONCERT TOUR 『KIS-MY-WORLD』』                                 |
| ドキドキでYEEEAAAHHH!! | CDアルバム                           | 『KIS-MY-WORLD』〈通常盤〉                                             |
| ドキドキでYEEEAAAHHH!! | ライブ映像                           | 『2015 CONCERT TOUR 『KIS-MY-WORLD』』                                 |
| Halley                 | CDアルバム                           | 『KIS-MY-WORLD』〈通常盤〉                                             |
| Halley                 | ライブ映像                           | 『2015 CONCERT TOUR 『KIS-MY-WORLD』』                                 |